# Арисугава-но-мия Такахито
Принц Такахито из линии Арисугава (яп. 有栖川宮幟仁親王 Арисугава-но-мия Такахито-Синно:,  17 февраля 1813, Киото - 4 июля 1886, Токио) — 8-й глава дома Арисугава-но-мия (1845—1871), представитель одной из младших ветвей японской императорской фамилии (синнокэ).

## Биография
Принц Такахито родился в Киото. Старший сын принца Арисугавы Цунахито (1784—1845), 7-го главы дома Арисугава-но-мия (1820—1845). В 1822 году принц Такахито был усыновлен императором Кокаку (1771—1840) в качестве потенциального наследника императорского престола. В следующем 1823 году ему было пожаловано звание имперского принца с титулом «Кадзусатаи-но-микото».
2 апреля 1845 года после смерти своего отца принц Арисугава Такахито стал 8-м главой дома Арисугава-но-мия (1845—1871).
2 июня 1848 года принц Арисугава Такахито женился на Нидзё Хироко (1819—1875), дочери садайдзина Нидзё Наринобу (1788—1847). Такахито имел четырёх сыновей и четырёх дочерей, многие из которых были рождены от наложниц.
Принц Арисугава Такахито был доверенным лицом императора Комэя (1831—1867). Ещё до Реставрации Мэйдзи, когда сторонники Сонно Дзёи сражались с войсками сёгуната Токугава в непосредственной близости от императорского дворца в Киото в июле 1864 года, принц Арисугава был наказан по обвинению в сговоре с княжеством Тёсю и приговорен к домашнему аресту.
После Реставрации Мэйдзи принц Арисугава был восстановлен в правительстве и назначен на должность старшего советника (gijō). Впоследствии он служил первым директором департамента Дзингикан, где он играл важную роль в развитии государственного синтоизма.
В 1881 году принц Арисугава Такахито ушел с политических постов и возглавил вновь созданный научно-исследовательский институт японской классической литература (Kōten Kōkyūsho), предтечу университета Кокугакуин. Принц был мастером поэзии вака и японской каллиграфии. Официальная копия Клятва Пяти пунктов императора Мэйдзи была написана рукой принца Такахито. Он также оставил много надписей на различных буддийских храмах и синтоистских святилищах. Его псевдоним — «Сёдзан».
9 сентября 1871 года принц Такахито отказался от должности главы дома Арисугава-но-мия в пользу своего старшего сына, принца Арисугавы Тарухито (1835—1895), 9-го главы дома Арисугава-но-мия (1871—1895). Такахито скончался в Токио 24 января 1886 года в возрасте 73 лет.